# ضريح الإمام المازري
ضريح الإمام المازري، يقع في المقبرة الإسلاميّة في مدينة المنستير في تونس، وهو عبارة عن بناء يعلوه قُبّة تحته قبرٌ يُنسب للإمام المالكي أبو عبد الله محمد المازري المتَوفى سنة 536 هـ الموافق 1141. تمّ تجديد الضريح في عام 1387 هـ الموافق 1967. ومنذ عام 1928 تمّ تصنيف الضريح من قبل المعهد الوطني للتراث في تونس كأحد المعالم المرتبة والمحمية التونسيّة. يحفل الضريح بالزوّار يوميًّا، وباحتفالات سنويّة بمناسبة المولد النبوي.

## معرض الصور

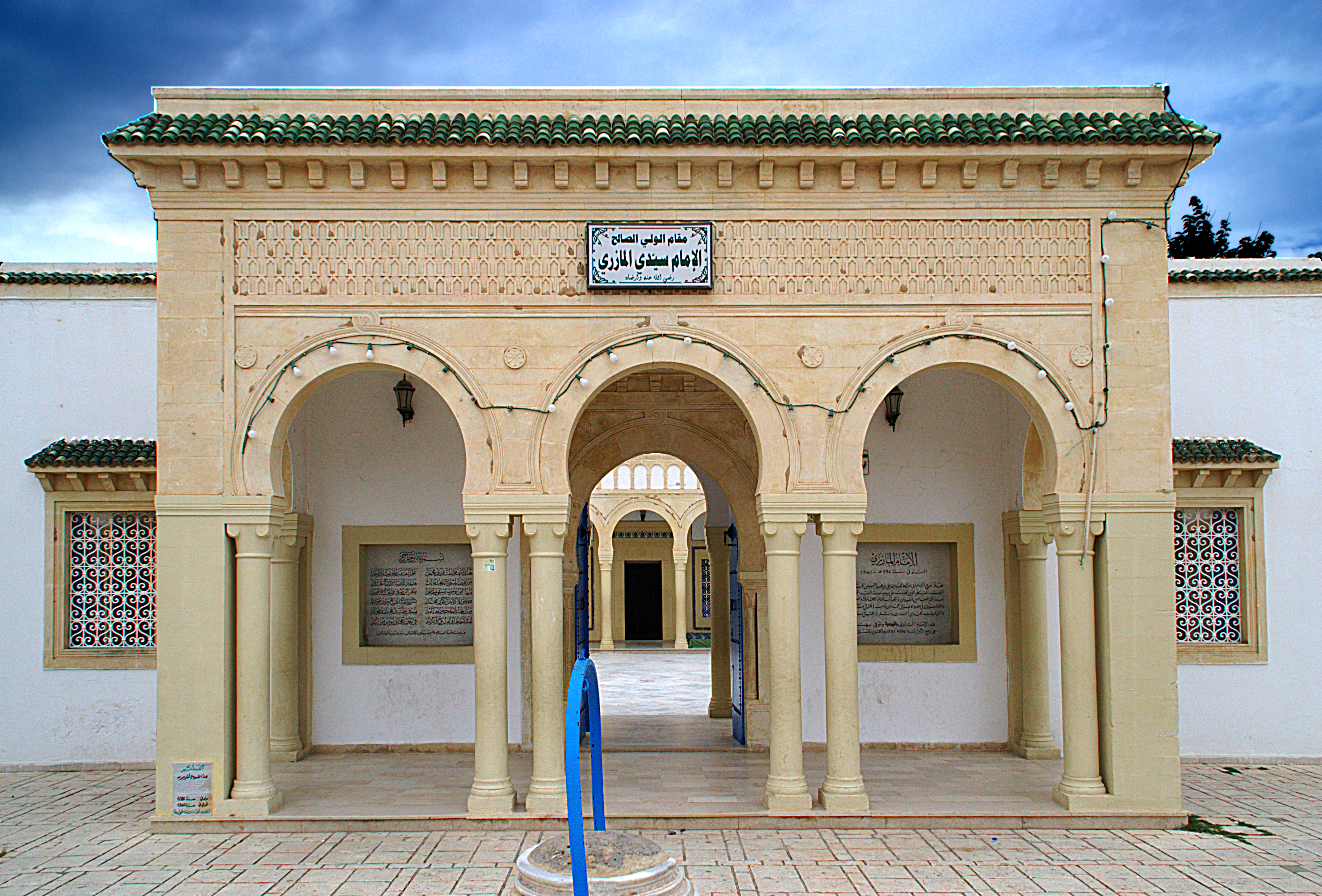
الضريح من الخارج
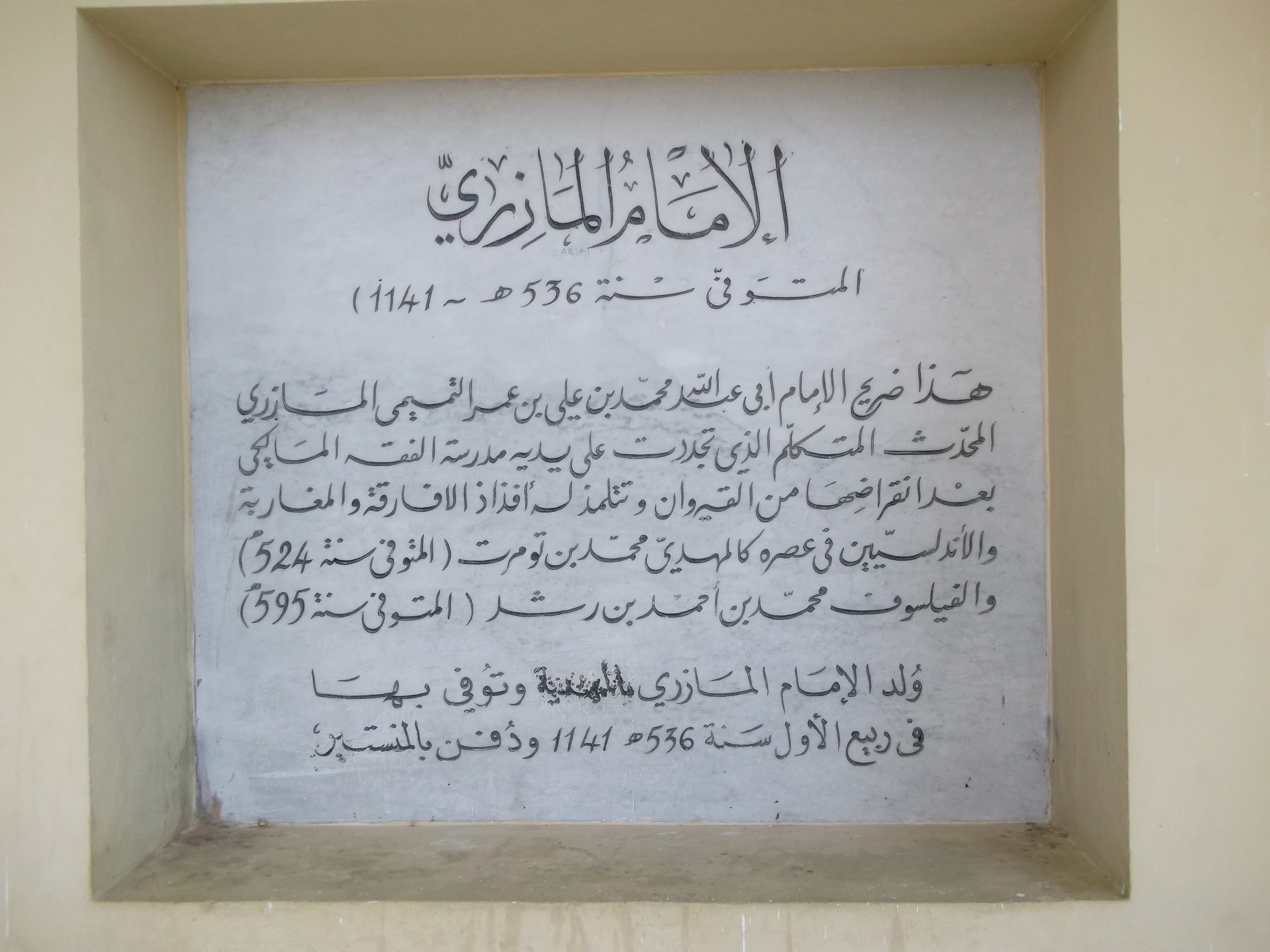
رخامة مكتوب عليها عن حياة المازري
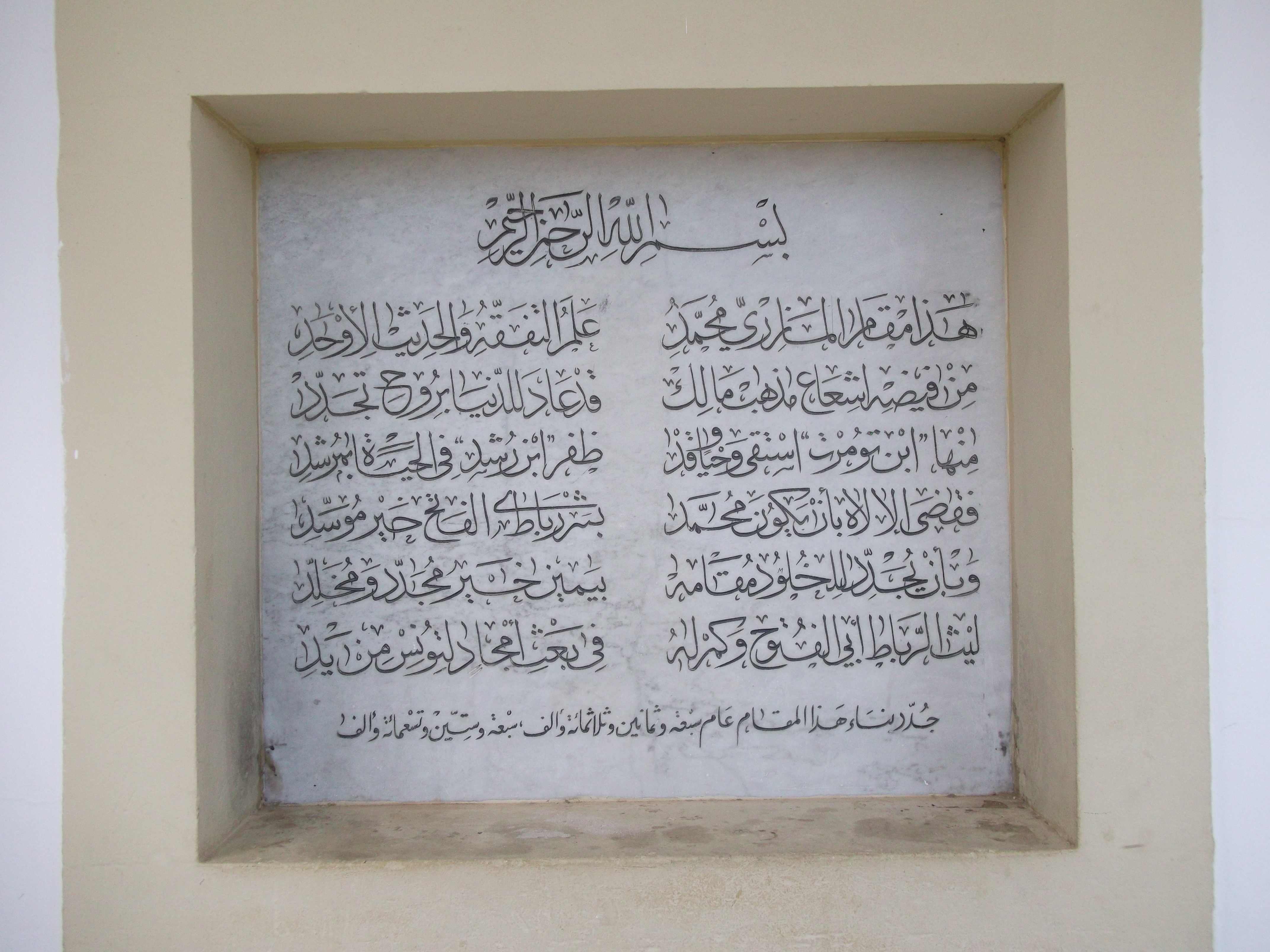
قصيدة مكتوبة عن ضريح المازري
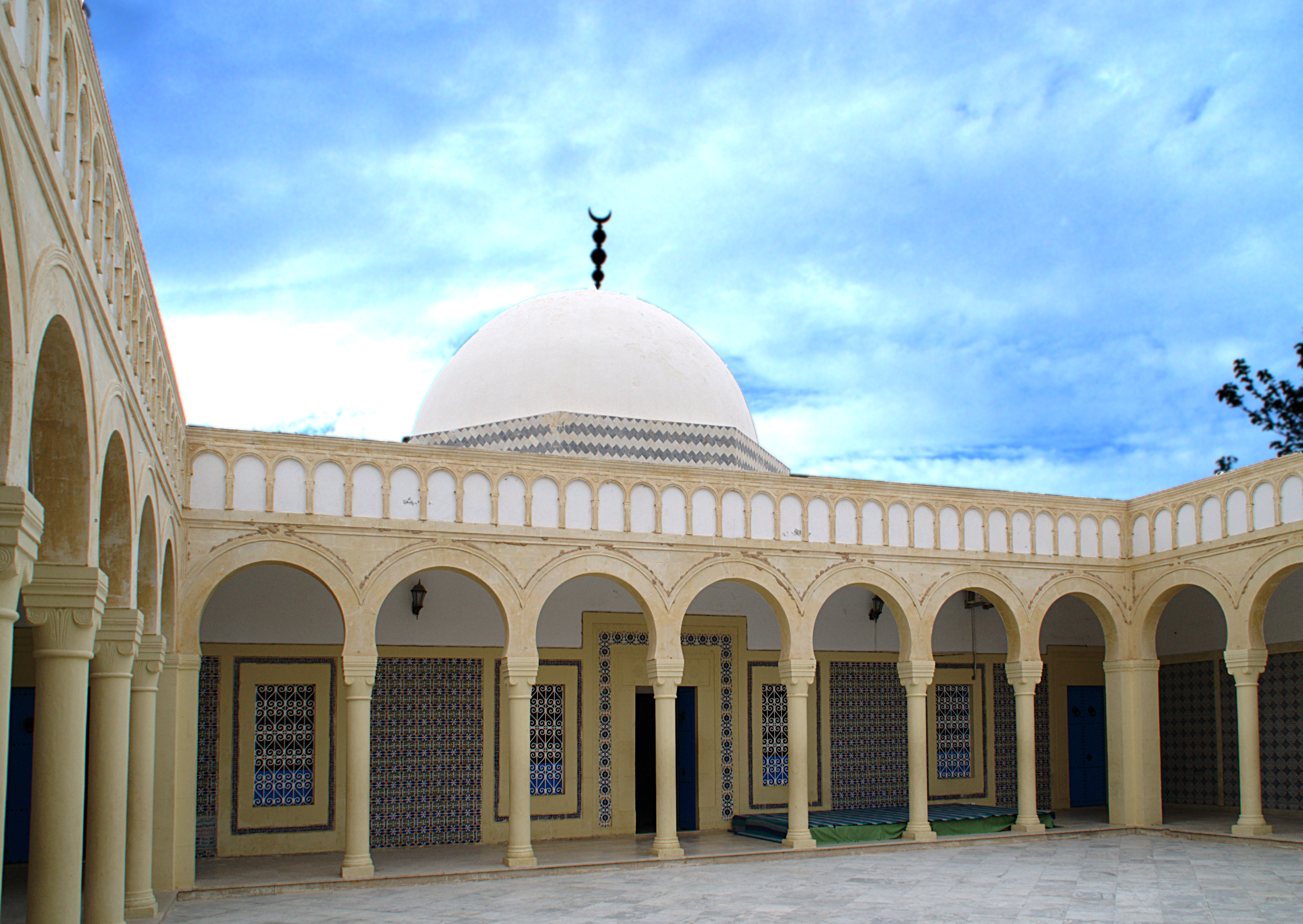
الساحة الداخلية للضريح
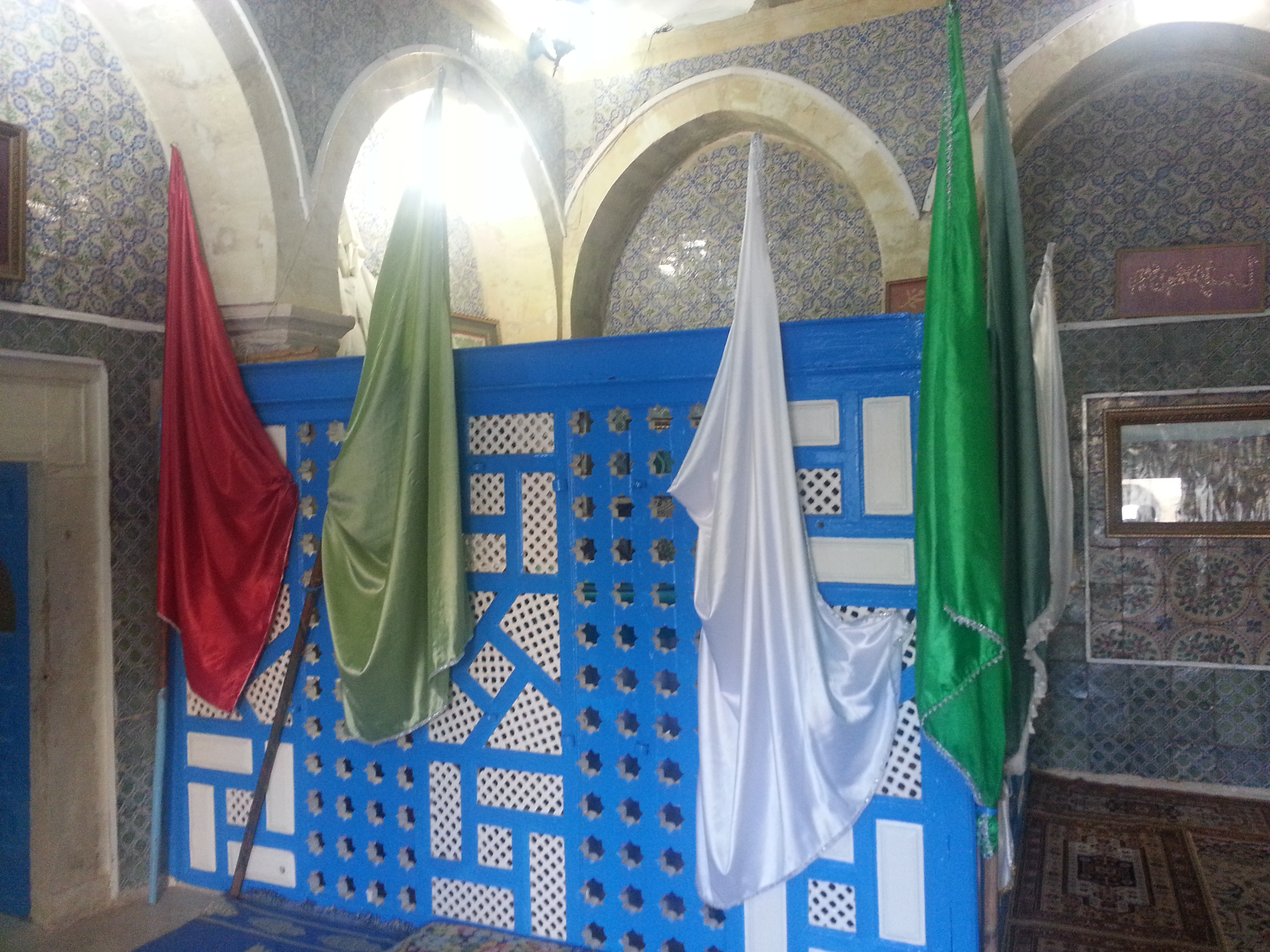
الضريح من الداخل
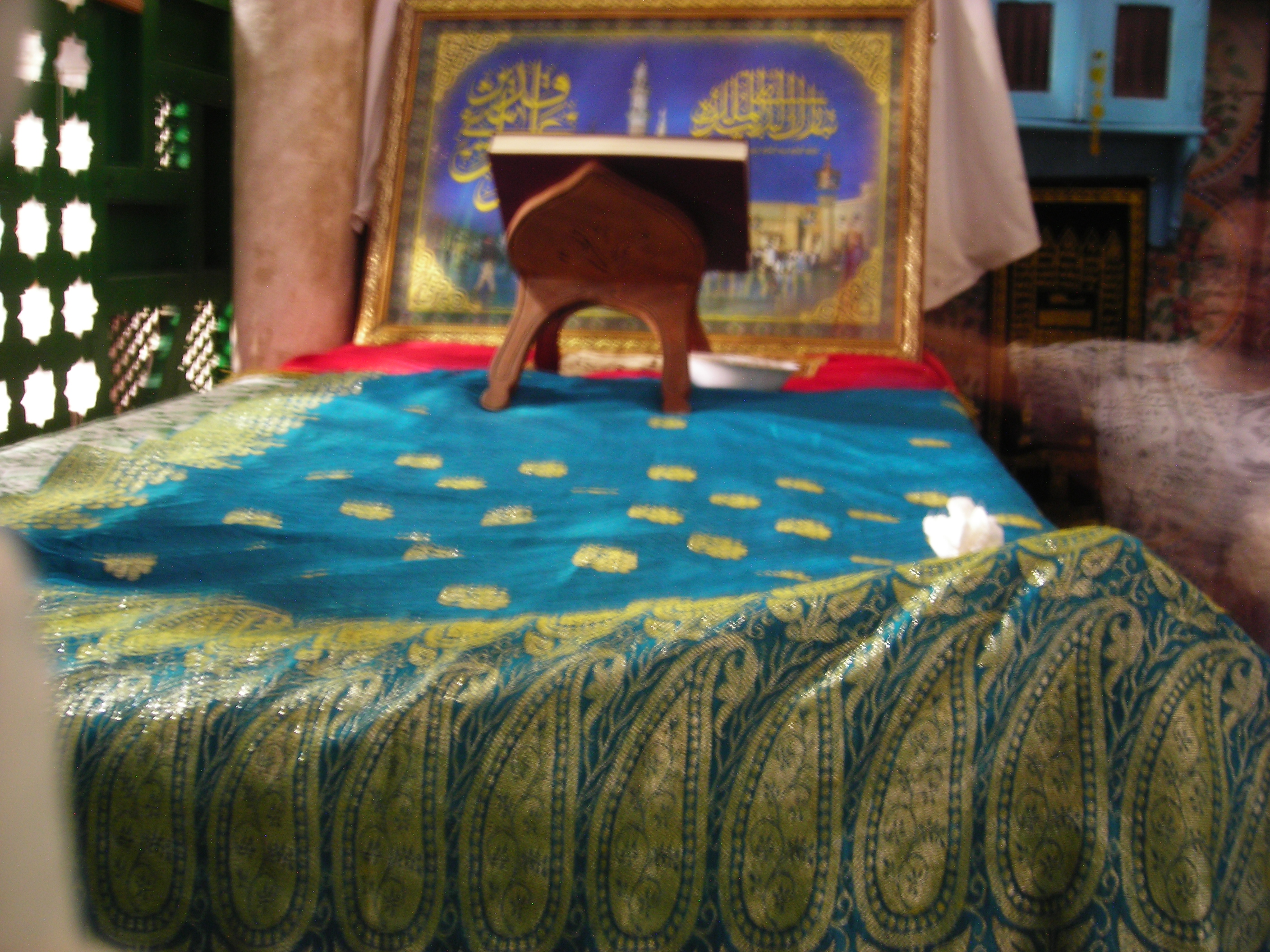
الضريح من الداخل